# John Waters
John Samuel Waters, Jr. (Baltimore, Maryland, 22 de abril de 1946) é um cineasta, ator, escritor, jornalista, artista visual e colecionador de arte estadunidense, que obteve destaque no início da década de 1970 por seus filmes cult do gênero trash/transgessivo. Os filmes de Waters são usualmente estrelados por seu grupo regular de colaboradores, conhecida como Dreamlanders , composta entre outros por Divine, Mink Stole, David Lochary, Mary Vivian Pearce e Edith Massey. A partir de Desperate Living, de 1977, Waters começou a trabalhar com criminosos condenados (como Liz Renay e Patty Hearst) e pessoas sem boa reputação no meio artístico (como a atriz pornô Traci Lords).
Waters começou a obter êxito comercial com Hairspray, de 1988, que lucrou oito milhões de dólares nas bilheterias dos Estados Unidos e deu início à carreira de Ricki Lake. Em 2002, Hairspray foi adaptado como um musical da Broadway. Mais tarde, em 2007, o musical foi readaptado para o cinema e arrecadou mais de duzentos milhões de dólares nas bilheterias de todo o mundo. Após o sucesso da versão original de Hairspray, os filmes de Waters começaram a ser estrelados por atores mais familiares do grande público, como Johnny Depp, Edward Furlong, Melanie Griffith, Chris Isaak, Johnny Knoxville, Martha Plimpton, Christina Ricci, Lili Taylor, Kathleen Turner e Tracey Ullman.
Apesar de ter apartamentos em Nova Iorque e San Francisco, além de um casa de verão em Provincetown, Waters ainda reside em sua cidade natal de Baltimore, onde se desenrola a história de todos os seus filmes. Ele é mais reconhecido por seu fino bigode, um visual que mantém desde o começo da década de 1970.

## Filmografia

### Como diretor e roteirista
- 1964 - Hag in a Black Leather Jacket
- 1966 - Roman Candles
- 1968 - Eat Your Makeup
- 1969 - Mondo Trasho
- 1969 - The Diane Linkletter Story
- 1970 - Multiple Maniacs
- 1972 - Pink Flamingos
- 1974 - Female Trouble
- 1977 - Desperate Living
- 1981 - Polyester
- 1988 - Haispray
- 1990 - Cry-Baby
- 1994 - Serial Mom
- 1998 - Pecker
- 2000 - Cecil B. Demented
- 2004 - A Dirty Shame'

### Como roteirista
- 2006 - This Filthy World
- 2007 - Hairspray

### Como ator
| Ano  | Filme / Programa de televisão         | Personagem                   | Informações adicionais                  |
| ---- | ------------------------------------- | ---------------------------- | --------------------------------------- |
| 1972 | Pink Flamingos                        | Sr. Jay (voz)                | Também dirigiu e escreveu               |
| 1986 | Something Wild (filme)                | Vendedor de carros usados    |                                         |
| 1988 | Hairspray                             | Dr. Fredrikson               | Também dirigiu e escreveu               |
| 1994 | Serial Mom                            | Ted Bundy (voz)              | Também dirigiu e escreveu               |
| 1997 | The Simpsons                          | John (voz)                   | Episódio "Homer's Phobia"               |
| 1998 | Pecker                                | Pervertido no telefone (voz) | Também dirigiu e escreveu               |
| 1998 | Divine Trash                          | Ele mesmo                    | Documentário                            |
| 1999 | Sweet and Lowdown                     | Sr. Haynes                   |                                         |
| 2000 | Cecil B. Demented                     | Repórter                     | Também dirigiu e escreveu               |
| 2002 | Blood Feast 2: All U Can Eat          | Reverendo                    |                                         |
| 2004 | Seed of Chucky                        | Pete Peters                  |                                         |
| 2006 | Jackass: Number Two                   | Ele mesmo                    |                                         |
| 2006 | This Film Is Not Yet Rated            | Ele mesmo                    | Documentário                            |
| 2007 | Each Time I Kill                      | Frequentador do cinema       |                                         |
| 2007 | In the Land of Merry Misfits          | Narrador                     |                                         |
| 2007 | My Name is Earl                       | Diretor funerário            | Episódio "Kept a Guy Locked in a Truck" |
| 2007 | 'Til Death Do Us Part                 | Narrador e apresentador      | 14 episódios                            |
| 2007 | Plagues & Pleasures on the Salton Sea | Narrador                     |                                         |
| 2007 | The Junior Defenders                  | Narrador                     |                                         |
| 2007 | Jessica The Hippo-Animal Planet       | Narrador                     |                                         |
| 2007 | Hairspray                             | Exibicionista                | Também escreveu                         |
| 2010 | The Wild World of Ted V. Mikels       | Narrador                     |                                         |
| 2022 | The Marvelous Mrs. Maisel             | Lazarus                      |                                         |